# Mermaid Melody Pichi Pichi Pitch
Mermaid Melody Pichi Pichi Pitch (jap. マーメイドメロディーぴちぴちピッチ Māmeido Merodī Pichi Pichi Picchi) − manga autorstwa Pink Hanamori oraz Michiko Yokote. Została wydana 20 marca 2003 roku. Liczy 7 tomów, w tym 35 rozdziałów. Na podstawie mangi powstało 52-odcinkowe anime wraz z kontynuacją, noszącą nazwę Mermaid Melody Pichi Pichi Pitch Pure, która zawiera 39 odcinków. 

## Opis fabuły
Lucia jest syreną – księżniczką północnego Oceanu Spokojnego. Wyrusza na stały ląd aby znaleźć chłopca, którego uratowała z tonącego statku siedem lat przed początkiem historii i któremu powierzyła swoją różową perłę. W końcu odnajduje chłopca: jest nim surfer o imieniu Kaito Dōmoto. Jednak w ludzkiej postaci Lucia jest bardzo mało podobna do swojej postaci jako syrena, więc Kaito nie rozpoznaje jej. Nie może powiedzieć Kaito, kim jest naprawdę; w przeciwnym razie, zgodnie z legendą, zamieni się w morską pianę. Stara się więc nakłonić Kaito, aby sam odkrył kim ona jest naprawdę.
W tym samym czasie, Lucia dowiedziała się, że grupa demonów wodnych zaatakowała morski świat i ona musi zgromadzić sześć innych księżniczek i ich perły, aby je pokonać. Aby to wypełnić łączy siły z Hanon i Riną, księżniczkami, które także mieszkają na lądzie, i korzystając z pereł, zamieniają się w idolki i za pomocą śpiewanych przez siebie piosenek walczą z istotami odpowiedzialnymi za zniszczenie ich królestw.

## Bohaterowie

### Syrenie Księżniczki
- Lucia Nanami (Luchia) (jap. 七海 るちあ Nanami Ruchia)

Seiyū: Asumi Nakata 
Syrena, księżniczka królestwa północnego Pacyfiku. W wieku 14 lat, aby dorosnąć, wyrusza na ziemię, po to, by znaleźć swoją perłę – kiedy była mała, oddała ją chłopcu, którego wtedy uratowała. Chodzi do klasy gimnazjalnej z Hanon Hosho i Riną Tōin. Za sprawą słów "Głos Różowej Perły" (Pink pearl voice) zmienia się. Jej piosenki to Splash Dream, Koi wa Nandarou.
- Hanon Hōshō (jap. 宝生 波音 Hōshō Hanon)

Seiyū: Hitomi Terakado 
Syrena, księżniczka królestwa południowego Atlantyku. Jej hobby to zakupy, lubi robić makijaż. Jest najbardziej kochliwą syreną. Jej słowa transformacji to "Głos Morskiej Perły" (Mizuro pearl voice) a jej piosenki to Ever Blue oraz Mizuiro no Senritsu.
- Rina Tōin (jap. 洞院 リナ Tōin Rina)

Seiyū: Mayumi Asano 
Syrena, księżniczka królestwa północnego Atlantyku. Musiała uciekać ze swojego zamku razem z Noel, ponieważ jej zamek został zaatakowany przez Gaito. Uciekła dzięki Noel, która została złapana zamiast Riny. Rina nie może znieść tego, że to Noel została złapana, co wytykała jej Karen. Rina za sprawą słów "Głos Zielonej Perły" (Green pearl voice) zmienia się. Jej piosenki to Star Jewel oraz Piece of Love.
- Karen (jap. かれん Karen)

Seiyū: Ema Kogure 
Jest księżniczką oceanu Południowego. Na początku jest wściekła na Rinę, z tego powodu, że uważa iż przez nią jej bliźniaczka została uwięziona w zamku Gaito, ale z czasem poznajemy jej prawdziwe oblicze. Karen za pomocą słów "Głos Fioletowej Perły" (Purple pearl voice) zmienia się, jej piosenka to Aurora no Kaze ni Notte.
- Noel (jap. ノエル Noeru)

Seiyū: Ryōko Nagata 
Jest księżniczką oceanu Arktycznego. Jest siostrą Karen, a zarazem jej bliźniaczką. Było to spowodowane tym, że Noel urodziła się kilka minut przed północą, a Karen kilka minut po niej. Posiada indygową perłę i nie ma piosenek. Wiadomo też, że razem z Riną uciekała przed Gaito, ale tylko Rinie udało się uciec. Słowa jej przemiany to: "Głos indygowej perły" (Aiiro pearl voice).
- Coco (jap. ココ Koko)

Seiyū: Satomi Arai 
Jest księżniczką południowego Pacyfiku. Jest najmniej znaną syrenką. Tak jak Noel była uwięziona przez Gaito. Nie ma żadnych piosenek. Może się transformować za pomocą słów "Głos żółtej perły" (Yellow pearl voice).
- Sara (jap. 沙羅)

Seiyū: Kana Ueda 
Była księżniczką pomarańczowej perły z oceanu Indyjskiego. Nie mogąc być z Mitsuki Tarou, w furii zniszczyła swoje królestwo, stała się Black Mermaid i przyłączyła do Gaito. Coco próbowała nawrócić ją z powrotem, ale została złapana. Słowa jej przemiany to "Głos pomarańczowej perły" (Orange pearl voice) A piosenka Return to sea.
- Seira (jap. 星羅)

Seiyū: Eri Kitamura 
Druga syrenia księżniczka oceanu Indyjskiego – następczyni Sary. Kiedy ma się narodzić, zostaje wchłonięta przez Mikeru. Wtedy występuje w snach Lucii. Jej perła jest w pudełku, które przechowuje Lucia. Piosenki to Beatifiul Wish i Birth of love, a przemiana : "Głos pomarańczowej perły" (Orange pearl voice).

### Inni
- Kaito Dōmoto (jap. 堂本 海斗 Dōmoto Kaito) – chłopak, w którym zakochuje się Lucia.
- Hippo (jap. ヒッポ) – pingwin, opiekun Lucii.
- Tarō Mitsuki (jap. 海月 太郎 Mitsuki Tarō) – nauczyciel muzyki Lucii i Hanon.
- Nikora Nanami (jap. 七海 にこら Nanami Nikora) – menadżer Pearl Piari/Pearl Waters, na lądzie udaje starszą siostrę Lucii.
- Madame Taki (jap. タキさん Taki-san) – właścicielka Pearl Piari/Pearl Waters.
- Aqua Regina (jap. アクア・レジーナ様 Akua Rejīna-sama) – bogini oceanów.

- Michal Amagi (jap. 天城みかる Amagi Mikaru)
- Rihito Amagi (jap. 天城リヒト Amagi Rihito)
- Masahiro Hamasaki (jap. 浜崎雅弘 Hamasaki Masahiro)
- Nagisa Shirai (jap. 白井 渚 Shirai Nagisa)

### Wrogowie
- Gackto (jap. 楽斗/ガクト Gakuto) – przywódca morskich potworów.

The Dark Lovers (jap. ダーク・ラバーズ Dāku Rabāzu)
- - Izuru (jap. イズール Izūru)
  - Eriru (jap. エリル Eriru)
  - Maria (jap. マリア)
  - Yūri (jap. ユーリ Yūri)
- Black Beauty Sisters (jap. ブラック・ビューティー・シズターズ Burakku Byūtī Shizutāzu)
  - Sister Sheshe (jap. シスターシェシェ Shisutā Sheshe)
  - Sister Mimi (jap. シスターミミ Shisutā Mimi)

### Wrogowie (SeriaPure)
- Michel (jap. ミケル Mikeru; Seiyū: Junko Minagawa )
- Fuku (jap. フクちゃん Fuku-chan; Seiyū: Sanae Kobayashi )
- The Great One (jap. あの方 Ano kata; Seiyū: Hajime Iijima )
- Lady Bat (jap. レディバット Rēdī-batto; Seiyū: Sanae Kobayashi )
- Lanhua (jap. 蘭花 Ranfa; Seiyū: Megumi Kojima )
- Alala (jap. あらら Arara; Seiyū: Masayo Kurata )

## Manga
Manga powstała dzięki współpracy Pink Hanamori i Michiko Yokote. Pierwszy rozdział tej mangi ukazał się we wrześniowym numerze magazynu Nakayoshi wydawnictwa Kōdansha w 2002 roku.
| Nr | Data wydania     | ISBN                   |
| -- | ---------------- | ---------------------- |
| 1  | 18 marca 2003    | ISBN 978-4-06-364015-1 |
| 2  | 1 sierpnia 2003  | ISBN 978-4-06-364027-4 |
| 3  | 1 grudnia 2003   | ISBN 978-4-06-364037-3 |
| 4  | 26 marca 2004    | ISBN 978-4-06-364045-8 |
| 5  | 3 września 2004  | ISBN 978-4-06-364058-8 |
| 6  | 4 marca 2005     | ISBN 978-4-06-364070-0 |
| 7  | 25 kwietnia 2005 | ISBN 978-4-06-364078-6 |

## Anime

### Muzyka
| Seria               | Tytuł                                                                         | Wykonawcy                                    |          |
| Czołówka            | Czołówka                                                                      | Czołówka                                     | Czołówka |
| ------------------- | ----------------------------------------------------------------------------- | -------------------------------------------- | -------- |
| 1 (odcinki 1 – 26)  | „Taiyō no rakuen 〜Promised Land〜” (jap. 太陽の楽園〜Promised Land〜)        | Miyuki Kanbe                                 |          |
| 1 (odcinki 27 – 52) | „Rainbow Notes♪”                                                              | Miyuki Kanbe                                 |          |
| 2 (odcinki 1 – 39)  | „Before The Moment”                                                           | Eri Kitamura                                 |          |
| Napisy końcowe      |                                                                               |                                              |          |
| 1 (odcinki 1 – 28)  | „Daiji na takarabako” (jap. 大事な宝箱)                                       | Asumi Nakata                                 |          |
| 1 (odcinki 29 – 52) | „Sekai de ichiban hayaku asa ga kuru basho” (jap. 世界で一番早く朝が来る場所) | Asumi Nakata, Hitomi Terakado i Mayumi Asano |          |
| 2 (odcinki 1 – 39)  | „Ai no ondo ℃” (jap. 愛の温度℃)                                               | Asumi Nakata, Hitomi Terakado i Mayumi Asano |          |

Piosenki syrenek
1. "Legend of Mermaid" Asumi Nakata, Hitomi Terakado i Mayumi Asano
2. "Koi wa Nandarō" (jap. 恋はなんだろう; dosł. "Ciekawe, Czym Jest Miłość?") Asumi Nakata
3. "Super Love Songs!" Asumi Nakata, Hitomi Terakado i Mayumi Asano
4. "Kizuna" (jap. 絆; dosł. "Więzi") Asumi Nakata, Hitomi Terakado i Mayumi Asano
5. "Yume no Sono Saki e" (jap. 夢のその先へ; dosł. "W Miejsce po Marzenia") Asumi Nakata, Hitomi Terakado i Mayumi Asano
6. "Splash Dream" Asumi Nakata
7. "Ever Blue" Hitomi Terakado
8. "Star Jewel" Mayumi Asano
9. "Aurora no Kaze ni Notte" (jap. オーロラの風に乗って; dosł. "Jazda na Wietrze Aurory") Ema Kogure
10. "Return to the Sea" Kana Ueda
11. "Kodou ~Perfect Harmony~" (jap. 鼓童 ~Perfect Harmony~; dosł. "Bicie Serca ~Doskonała Harmonia~") pierwotnie Asumi Nakata, Hitomi Terakado, Mayumi Asano i Ema Kogure; (druga wersja: Satomi Arai i Ryōko Nagata; trzecia wersja: Kana Ueda)
12. "Mother Symphony" sumi Nakata, Hitomi Terakado i Mayumi Asano
13. "Mizuiro no Senritsu" (jap. 水色の旋律; dosł. "Jasnoniebieska Melodia") Hitomi Terakado
14. "Piece of Love" Mayumi Asano
15. "Nanatsu no Umi no Monogatari ~Pearls of Mermaid~" (jap. 七つの海の物語 ~Pearls of Mermaid~; dosł. "Opowieść Siedmiu Mórz ~Perły Syreny~") Asumi Nakata, Hitomi Terakado i Mayumi Asano
16. "Beautiful Wish" Eri Kitamura
17. "Kibou no Kaneoto ~Love goes on~" (jap. 希望の鐘音〜Love goes on〜; dosł. "Dźwięk Nadziei ~Miłość Trwa~") pierwotnie Asumi Nakata, Hitomi Terakado i Mayumi Asano (druga wersja: Ema Kogure, Satomi Arai i Ryōko Nagata; trzecia wersja: Eri Kitamura; czwarta wersja: Kumi Yamakado)
18. "Birth Of Love" Eri Kitamura

Piosenki wrogów
1. "Kuro no Kyōsōkyoku ~concerto~" (jap. 黒の協奏曲 ～concerto～; dosł. "Koncert Ciemności ~concerto~") Miki Tsuchiya i Noriko Shitaya
2. "Yami no Baroque" (jap. 闇のBAROQUE -バロック-; dosł. "Mroczny Barok") Miki Tsuchiya i Noriko Shitaya
3. "Ankoku no Tsubasa" (jap. 暗黒の翼; dosł. "Skrzydła Ciemności") Sanae Kobayashi
4. "Hana to Chou no Serenāde" (jap. 花と蝶のセレナーデ; dosł. "Serenada Kwiatów i Motyli") Megumi Kojima
5. "Star☆MeroMero Heart" (jap. Star☆メロメロ Heart) Masayo Kurata
6. "Oh Yeah! Alala" Masayo Kurata
7. "Tsubasa wo Daite" (jap. 翼を抱いて; dosł. "W Objęciu Skrzydeł") Junko Minagawa
8. "Ashita ga Mienakute" (jap. 明日が見えなくて; dosł. "Niezdolna Ujrzeć Jutra") Ryoko Shintani